# Asperopilum juncicola
Asperopilum juncicola är en svampart som först beskrevs av Dennis, och fick sitt nu gällande namn av Spooner 1987. Asperopilum juncicola ingår i släktet Asperopilum och familjen Hyaloscyphaceae.   Inga underarter finns listade i Catalogue of Life.